# Lebo-Mera
Lebo-Mera (Lebumera, Lehumera) ist eine osttimoresische Aldeia im Suco Foho-Ai-Lico (Verwaltungsamt Hato-Udo, Gemeinde Ainaro). 2015 lebten in der Aldeia 492 Menschen.

## Geographie und Einrichtungen
Die Aldeia Lebo-Mera liegt im Nordosten von Foho-Ai-Lico. Südlich befindet sich die Aldeia Ainaro-Quic, westlich die Aldeia Ailora, nördlich die Aldeia Baha und nordöstlich die Aldeia Raimerlau. Im Osten grenzt Lebo-Mera an das Verwaltungsamt Same (Gemeinde Manufahi) mit seinem Suco Betano. Den Grenzfluss zu Betano bildet der Caraulun.
Nach Norden markiert die südliche Küstenstraße Osttimors, die hier etwas weiter landeinwärts verläuft, den Grenzverlauf zu Baha. Daher liegt Beikala, der Hauptort des Sucos im Süden in Lebo-Mera, der Norden in Baha. Südlich davon befinden sich an einer Straße die Dörfer Lebo-Mera und Lale.
Auf dem Gebiet von Lebo-Mera befindet sich in Beikala der Sitz des Sucos Foho-Ai-Lico.

## Politik
2023 wurde Daninho Adao zum Chefe de Aldeia gewählt.